# Liebes Volk!
Liebes Volk! war eine Hörfunkreihe des Hessischen Rundfunks sowie von Sachsen Radio und dem Mitteldeutschen Rundfunk, die 1985 und von 1990 bis 1994 Frauen und Männern die Gelegenheit bot, sich mit insgesamt 535 gesendeten Beiträgen in freier Rede ans Radiopublikum zu wenden.

## Die Reihe im Hessischen Rundfunk
Im Jahr 1985 hatten die Autoren Inge Kurtz und Jürgen Geers in der von Christoph Buggert geleiteten Hörspielabteilung einen Redewettbewerb unter dem Titel Liebes Volk...  initiiert. Mit diesem Aufruf wurden 350 Deutsche gewonnen, in Wahrnehmung des Artikels 5 des Grundgesetzes im Radio in freier Rede ihre Meinung zu äußern. Dieses Unternehmen mit einem zum Parlamobil erklärten Aufnahmefahrzeug wurde von der damaligen Bundestagspräsidentin Rita Süssmuth, dem Rhetorikprofessor Walter Jens sowie dem Kabarettisten Dieter Hildebrandt unterstützt. Sie gehörten auch zur Jury dieses Redewettbewerbs, dessen Beiträge u. a. unter dem Titel Liebes Volk… Mehrstimmige Rede zur Lage der Nation ein Jahr später im Hörfunk des Hessischen Rundfunks, des Norddeutschen Rundfunks, des Senders Freies Berlin, des Südwestfunks und des Westdeutschen Rundfunks ausgestrahlt wurden. Wobei ein Redebeitrag Anstoß erregte, weil er einzelne Sätze enthielt, wie etwa den, dass „alle Soldaten Mörder seien“. Die Rundfunkgremien beharrten auf dem verletzenden Charakter solcher freier Meinungsäußerung und verlangten, die beanstandeten Passagen herauszuschneiden. Die Initiatoren Geers und Kurtz waren enttäuscht, dass ihr Konzept, dem „Volk aufs Maul zu schauen“ und das Frei-von-der Leber-weg-Gesagte zu dokumentieren, solchermaßen „beschnitten“ wurde.
Vorläufer dieser Aktion war das von Inge Kurtz und Jürgen Geers 1982 gestaltete documenta-Projekt Der Meinungscontainer – Akustische Graffiti. Diese ebenfalls vom Hessischen Rundfunk unterstützte Versuchsanordnung in der Kasseler Fußgängerzone bot 30 Tage lang Passanten die Möglichkeit, in einem barackenhaften Kasten akustische Statements einzusprechen.  24.000 kamen in den Container, etwa 1.000 Besucher machten Gebrauch davon, auf Band zu sprechen. Die 25-minütige Hörspiel-Collage aus Beiträgen dieses Projekts wurde im Jahr 1984 mit dem Special-Price des Prix Italia ausgezeichnet.

## Die Reihe bei Sachsen Radio und MDR
Über Kontakte, die zwischen Radio-Machern der ARD und der DDR ab Ende der 1970er Jahre bei den internationalen Medienwettbewerben Prix Italia und Prix Futura möglich waren, wurden dem Nestor des DDR-Hörspiels, dem Dramaturgen Gerhard Rentzsch, die hr-Produktionen Meinungscontainer und Liebes Volk... bekannt. So sehr ihn vor allem Liebes Volk... begeisterte – an eine Umsetzung eines Rede-Projektes war beim Rundfunk der DDR nicht zu denken. Immerhin räumte hier der 1988 erneut aufgegriffene Kurzhörspiel-Wettbewerb Momentaufnahme zum ersten Mal die Möglichkeit ein, neben Manuskripten auch Audios einzureichen. Mit der friedlichen Revolution und der Umstrukturierung des Rundfunks bekam Rentzsch 1990 die Gelegenheit, bei Sachsen Radio unter dem Landesrundfunkdirektor Manfred Müller tatsächlich eine ostdeutsche Redezeit für Radiohörer auf den Weg zu bringen. Rentzsch und der Sachsen Radio-Hörspielleiter Matthias Thalheim reisten im August 1990 nach Frankfurt am Main, um sich bei Christoph Buggert, Inge Kurtz und Jürgen Geers zu den Erfahrungen und Modalitäten kundig zu machen und eine rechtliche Einwilligung einzuholen.
Der Wettbewerb, den Sachsen Radio ausrief, winkte mit drei Hauptpreisen (1.000/750/500 DM). Die Teilnahme-Bedingungen: freie Rede, kein Manuskript, Redezeit zwischen acht und fünfzehn Minuten. Jeder gesendete Beitrag wird honoriert, einzige Vorgabe: Er muss mit der Anrede „Liebes Volk...“ beginnen. Mit einem transportablen Rednerpult und Reportergerät suchte Gerhard Rentzsch ab September 1990 die ersten Redner in ihren Wohnungen auf und machte die Aufnahmen. Im Studio wurden lediglich Versprecher und Pausen per Schnitt korrigiert. Die Ursendung der ersten Rede erfolgte am 7. Oktober 1990. Die Jury des Wettbewerbes bildeten der Leipziger Superintendent Friedrich Magirius, die Kabarettistin der Leipziger Pfeffermühle, Ursula Schmitter, sowie der Autor und Kabarettist Bernd-Lutz Lange. Sie kürten im Juni 1991 aus 37 Reden die drei Hauptpreise: den ersten Preis für die Schneiderin Käthe Garz, den zweiten Preis für den blinden Invalidenrentner Gerald Urbach und zwei dritte Preise für die Studentin Ina Koys und die gehörlose Chemnitzer Angestellte Sabine Hager.
Eine weitere Staffel der Reihe, die MDR KULTUR ab Januar 1992 sendete, betreute der Redakteur Ulrich Griebel. Bis Ende 1994 entstanden weitere 148 Rede-Beiträge. Eine Dokumentation mit Teilabdrucken der Texte aller 185 bei Sachsen Radio und MDR Kultur gesendeten Reden und einem Einblick in die Hörerpost entstand 1995.

## Hörfunkausstrahlungen
- Inge Kurtz, Jürgen Geers: Der Meinungscontainer – ein Radioexperiment des hr mit Kassler Bürgern anlässlich der documenta '82, Hessischer Rundfunk / Norddeutscher Rundfunk / Sender Freies Berlin 1982, Erstsendung: 16. Dezember 1982, hr
- Inge Kurtz, Jürgen Geers, Annemarie Kindsvater, Heita von Plate: Liebes Volk – Ergebnisse eines Redewettbewerbs des hr-Hörspiels, Hessischer Rundfunk / Norddeutscher Rundfunk / Sender Freies Berlin / Südwestfunk / Westdeutscher Rundfunk 1985, Erstsendung: 29. Dezember 1985
- Liebes Volk! – Redezeit für Radiohörer, jeweils 7. Oktober 1990 bis 27. Februar 1990, sonntags 12.30 Sachsen 2 / mittwochs 22.05 Sachsen 2 (Wiederholung) und 2. März bis 23. Juni 1991, sonnabends 19.05 Uhr Sachsen 3 / sonntags 12.30 Sachsen 2 (Wiederholung)
- Liebes Volk! – Redezeit für Radiohörer, jeweils 5. Januar 1992 bis 2. Januar 1994, sonntags 13.05 Uhr sowie 9. Januar 1994 bis 25. Dezember 1994, sonntags 13.15 Uhr, MDR KULTUR
- Beim Wort genommen, Feature von Günter Holze, Ursendung: 4. August 1991, Sender Freies Berlin
- Du mein liebes Volk!, Feature von Gerhard Rentzsch, Ursendung: 30. September 1991, Sachsen Radio
- Liebes Volk!, Feature mit Rede-Ausschnitten und Interviews mit Programmverantwortlichen von Christoph Lindenmeyer, Ursendung: 3. Oktober 1991, Bayerischer Rundfunk
- Liebes Volk!, Feature von Ulrich Griebel, Ursendung: 3. Oktober 1992, Westdeutscher Rundfunk
- Jammerossis und Besserwessis, Live-Diskussion mit Rednern aus der Sendereihe Liebes Volk!, Moderation: Ulrich Griebel, Ursendung: 8. November 1993, Mitteldeutscher Rundfunk

## Ehrungen
- 1984: Spezialpreis des Prix Italia für Der Meinungscontainer – Akustische Graffiti
- 1987: Hörspiel des Monats Januar für Liebes Volk… Mehrstimme Rede zur Lage der Nation

## Presse
- Michael Hametner: „Liebes Volk!“ und Böwe liest Loest – Zwei Sendereihen bei Sachsen Radio in: Leipziger Volkszeitung vom 26. Oktober 1990
- Hyde Park im Äther – Gerhard Rentzsch im Gespräch mit C. Hage in: FF dabei 52/1990
- Gewürdigt: „Liebes Volk!“ in: Leipziger Volkszeitung vom 24. Juni 1991
- Stefanie Claudius: Von bemüht über banal bis berührend – „Liebes Volk!“, Redezeit für Radiohörer auf MDR Kultur in: Sächsische Zeitung, 12. Mai 1993
- Jürgen Grubitzsch: Etwas sagen wollen? Einfach melden! – „Liebes Volk!“, die MDR-Variante zu Speaker's Corner hat die 100. Sendung hinter sich, in Süddeutsche Zeitung vom 26. November 1993
- Thomas Thieringer: „Tiefe Erinnerungsschichten freigelegt“ Der Hörspielpreis der Kriegsblinden geht an das Autoren-Duo Inge Kurtz und Jürgen Geers, in Frankfurter Rundschau, 4. April 2000